# Victory Amplification
Victory Amplification ist ein britischer Hersteller von Gitarrenverstärkern in Röhrentechnologie. Für das elektrische Design der Verstärker ist Martin Kidd verantwortlich, der vorher bereits bei Cornford Amplifikation solche Verstärker entworfen hat.

## Geschichte
Ab 2013 stellte Victory handverdrahtete Topteile und Combos wie den V100 her. Diese wurden später der Handwired Series zugeordnet, zu der auch der Silverback, V50 Earl, V45 Count, V40 Viscount und V10 Baron gehörten.
Besonders bekannt wurde Victory für seine Compact Series, Verstärker-Topteile im sogenannten Lunchbox-Format mit einem Gehäuse aus Stahlblech. Diese Topteile sind so klein und leicht, dass man sie problemlos als Handgepäck ins Flugzeug mitnehmen kann – eine Idee, welche auf den viel tourenden Gitarristen Guthrie Govan zurückgeht. Der erste Verstärker dieser Bauart war der V30 The Countess, welcher 2014 vorgestellt wurde.
Mit dem V130 Super Countess brachte Victory 2017 den ersten „großen Bruder“ zu einem Verstärker der Compact Series – in diesem Fall dem V30 The Countess – mit 100 statt 42 Watt. Es folgten Super genannte Versionen des Kraken, Duchess, Copper. Unter der Bezeichnung Deluxe werden einige Modelle in klassischer Bauweise (Holz-Gehäuse) und teilweise umfangreicherer Ausstattung oder etwas höherer Leistung angeboten.
2018 ergänzt Victory seine Modellpalette durch die V4 genannten Vorverstärkern in Pedal-Bauweise. Ihr Besonderheit ist der Aufbau in Röhrenbauweise, welche durch die Verwendung der kleineren Röhrenmodelle EC900 und CV4014 möglich wird. Die Vorverstärker besitzen zwei Kanäle und können sowohl wie ein Overdrive vor dem Verstärker, als auch direkt in den FX-Return eines Verstärkers verwendet werden. Außerdem erscheint mit dem VX100 Super Kraken der erste Victory-Verstärker mit eingebautem MIDI-Interface für die Schaltfunktionen.
Mit dem VC35 The Copper brachte Victory 2019 ein Topteil auf dem Markt, welches den bekannten Sound der Vox AC30 Verstärkercombo in ein praktischeres Format bringt.
2020 wurde die Unterteilung in Handwired, Compact und Heritage Series aufgegeben. Stattdessen werden die jeweils zusammengehörenden V4 Vorverstärker, Compact-Topteil und Super-Topteil als jeweils eine Serie zusammengefasst: Duchess Series, Jack Series, Copper Series, Sheriff Series, Kraken Series und zusätzliche die Artist Series für spezielle Signaturmodelle. Gleichzeitig wurde der V30 Countess in V30 The Jack umbenannt um seine Vielseitigkeit zu betonen.
2023 erschien ein Redesign der Sheriff-Topteile. Statt 22 und 44 gibt es seitdem ein 25-Watt-Compact-Topteil sowie das 100-Watt-Super-Topteil in kleinem und großem Holzgehäuse.

## Verstärkermodelle

### Eingestellte Modelle

#### V100 The Duke (2013–2019)
Der Victory V100 ist ein 100-Watt-Röhrenverstärker-Topteil mit zwei Kanälen, Federhall, zwei Master-Volumes und zwei FX-Loops. Er kann mit EL34 oder 6L6 in der Endstufe verwendet werden. Neupreis 2013: 1999,- GBP.

#### V10 The Baron (2013–2019)
Der V10 The Baron war der erste von Victory vorgestellte Verstärker in Combo-Form. Es ist ein Röhrenverstärker mit einem Kanal. In der Vorstufe befinden sich drei 12AX7. Eine Besonderheit ist die Endstufe mit einer EL84 und einer 6L6 Röhre, die mit einem jeweils eigenem Master-Regler gemischt werden können. Der Verstärker verfügt weiterhin über einen Gain-Regler, einem per Fußschalter bedienbaren Boost, einer Dreiband-Klangregelung (Bass, Middle, Treble) sowie Federhall und einer FX-Loop. Neupreis 2013: 1249,- GBP.

#### V50 The Earl (2013–2018)
Als 50-Watt-Topteil mit zwei Kanälen (Clean, Overdrive) aufgebaut, bietet dieser Röhrenverstärker einzelne Regler für Gain, Reverb und Master und eine gemeinsame Dreiband-Klangregelung für beide Kanäle. Für den Overdrive-Kanal gibt es einen Gain-Boost, weiterhin hat der Verstärker einen Federhall und eine FX-Loop. Die Endstufe ist mit zwei EL34 ausgestattet, sie kann aber auch mit zwei 6L6 bestückt werden. Neupreis 2013: 1499,- GBP.

#### V30 The Countess (2014–2018)
Der erste Victory-Verstärker in Lunchbox-Bauweise bietet entgegen seinem Namen nicht 30, sondern eher 42 Watt. Der Verstärker hat zwei Kanäle und kann mit zwei EL34 oder 6L6 in der Endstufe betrieben werden. Neupreis 2014: 799,- GBP.

#### V40 The Viscount (2014–2018)
Dieser Einkanal-1x12"-Combo-Verstärker mit 42 Watt ist mit einem Celestion-G12M-65-Creamback-Lautsprecher bestückt. Der Verstärker entspricht in seinem Aufbau und den Bedienelementen dem V40 The Duchess und ist somit trotz anderem Namen dessen Combo-Version. Gewicht: 18 kg.

#### V45 The Count (2014–2018)
Dieser Zweikanal-Verstärker mit 42 Watt ist die 1x12"-Combo-Version des V30 The Countess. Er hat einen zusätzlichen digitalen Hall. Gewicht: 18 kg

#### Silverback (2014–2019)
Der Silverback ist ein 50-Watt-Topteil, eine Weiterentwicklung des V50 The Earl unter Mitwirkung von Rob Chapman. Neupreis 2014: 1899,- GBP.

#### Sheriff 22 (2016–2022)
Der Sheriff 22 ist ein Lunchtop-Topteil der ersten Sheriff-Serie mit 22 Watt und zwei EL84 in der Endstufe.

#### Sheriff 44 (seit 2016–2022)
Der Sheriff 44 ist ein Topteil in klassische Bauweise der ersten Sheriff-Serie mit 45 Watt und zwei EL34 in der Endstufe.

### Aktuelle Modelle

#### The Copper
Für diese Reihe sind die Vox-AC30-Verstärker das Vorbild.
- VC35 The Copper (seit 2019) - Dieser Lunchbox-Verstärker bietet eine Dreiband-Klangregelung, zusätzlich zwei Schalter für Bass-Cut und Mid-Kick und einen Master-Tone-Regler, ähnlich dem Treble-Cut des Vox AC30. Zusätzlich gibt es einen digitalen Hall und eine FX-Loop, beide sind per Fußschalter schaltbar. Die Endstufe leistet 35 Watt auf vier EL84-Röhren.
- VC35 The Copper Deluxe (seit 2020) - Die Deluxe-Version bietet gegenüber dem normalen VC35 einen röhrenbetriebenen Federhall und einen Tremolo-Effekt mit Reglern für Speed und Depth, welcher ebenfalls per Fußschalter bedient werden kann.
- VC35 The Copper Deluxe Combo (seit 2020) - Die Combo-Version des The Copper Deluxe kommt mit einem 12"-Celestion-Alnico-Gold-Lautsprecher und hat ansonsten die gleiche Ausstattung wie das Topteil. Gewicht: 22,3 kg.
- V4 The Copper Preamp (seit 2020)

#### The Duchess
Die Verstärker dieser Serie sollen sowohl einen Clean-Ton ähnlich der klassischen Fender-Verstärker der 1960er Jahre, als auch einen eher britisch klingenden angezerrten Klang bieten.
- V40 The Duchess (seit 2014) - Dieser Lunchbox-Verstärker bietet zwei Voicings und einen schaltbaren Mid-Kick, außerdem (ausschaltbaren) digitalen Hall. In der Endstufe sind zwei EL34-Röhren, es lassen sich aber auch 6L6 verwenden. Der Betrieb kann von den vollen 42 Watt auf Low Power (7 Watt) und Single Ended (1,5 Watt) und Low Power Single Ended (0,5 Watt) umgeschaltet werden.
- DP40 The Duchess (seit 2019) - Dieser Verstärker ist eine Variante des V40 als Sondermodell für Peter 'Danish Pete' Honoré. Er hat einen etwas anderen Hall und eine lila Farbe.
- V40 Deluxe (seit 2017) - Dieser kompakte Verstärker in klassischer Bauweise bietet gegenüber der Lunchbox-Version einen röhrenbetriebenen Federhall und einen ebenfalls mit Röhren realisierten Tremolo mit Reglern für Speed und Depth.
- V140 Super Duchess (seit 2019) - Die Super Version des Duchess entspricht in der Ausstattung dem V40 Deluxe, bietet aber 100 Watt Leistung aus vier 6L6-Röhren.
- V4 The Duchess (seit 2020) - Während die anderen V4-Modelle von Victory reine Preamps sind, kommt der V4 The Duchess im selben Format mit einer 180-Watt-Endstufe (Class D) und ist somit ein vollwertiger Verstärker. Er verfügt über einen Kanal mit Dreiband-Klangregelung, Regler für Volume und Master Volume, einem digitalen Reverb und Tremolo mit Reglern für Speed und Depth. Die schaltbaren Optionen für Voicing und Mid-Kick der anderen Duchess-Modelle bietet er nicht. Seit 2022 hat er in überarbeiteter Form mit integrierten Impulse Responses von Two Notes wie der V4 The Kraken Guitar Amp.

#### The Jack
Hintergrund für den Namen (eine Anlehnung an „Jack of all Trades“ - Alleskönner) ist die Flexibilität dieser Verstärker mit einem klassisch englischem Rock-Ton von Clean bis viel Gain. Ursprünglich hießen diese Modelle The Countess, auch das MKII wurde auch vom V30 The Countess übernommen, einen V30 MKI gab es nie mit dem Namen The Jack. Alle Verstärker dieser Serie haben zwei Kanäle (Clean und Overdrive) jeweils mit Reglern für Gain und Master Volume sowie eine Dreiband-Klangregelung.
- V30 The Jack MKII (seit 2018) - Diese Überarbeitung des V30 The Countess bekam dabei eine Umschaltbarkeit des Clean-Kanals auf Crunch und eine weniger basslastige Auslegung, welche mit dem Nomod-Schalter aber auf den Stand des MKI zurückgestellt werden kann. Diese beiden Funktionen sind ebenso wie der Kanal per Fußschalter bedienbar.
- V130 The Super Jack (seit 2017) - Die 100-Watt-Version des The Jack kommt in klassischer Topteil-Bauweise. Sie bietet den gleichen Crunch-Modus wie der MKII und eine Voicing-Umschaltung im Overdrive-Kanal.
- V4 The Jack Preamp (seit 2018) - Der The Jack Vorverstärker verfügt nur über die beiden Kanäle ohne Umschaltung des Clean auf Crunch oder Voicing-Optionen.
- V4 The Jack Guitar Amp (seit 2022) - Die V4-Version des The Jack mit 180-Watt-Endstufe (Class D) und Impulse Responses nach Vorbild des V4 The Kraken Guitar Amp.

#### The Kraken
Der Kraken ist ein sehr moderner High-Gain-Verstärker, welcher in Zusammenarbeit mit Rabea Massaad entwickelt wurde.
- VX The Kraken (seit 2015) - Dieser Lunchbox-Röhrenverstärker besitzt zwei Kanäle, die als Gain 1 und Gain 2 bezeichnet sind, sich aber als Crunch und High Gain verstehen - ein reiner Clean-Kanal ist nicht vorhanden.
- VX100 The Super Kraken (seit 2018) - Die 100-Watt-Version des Kraken bieten eine Umschaltung des Gain 1 Channels in einen Clean-Modus, außerdem einen schaltbaren Preamp-Focus, der ähnlich einem TubeScreamer arbeitet. Er ist der erste Victory-Verstärker mit einem eingebauten MIDI-Interface zur Steuerung der Schaltfunktionen.
- V4 The Kraken Preamp (seit 2018) - Der Kraken-Preamp hat die bekannten zwei Kanäle mit zwei Master Volume und gemeinsamer Dreiband-Klangregelung.
- V4 The Kraken Guitar Amp (seit 2021) - Dieser V4 hat eine eingebaute 180-Watt-Endstufe (Class D) und ist somit ein vollwertiger Verstärker. Er bietet außerdem einen Balanced Output mit 6 eingebaute Impulse Responses von Two Notes, die per USB mit einem Computer ausgetauscht werden können. Außerdem ist ein digitaler Reverb integriert.

#### The Sheriff
Die Verstärker dieser Serie orientieren sich am Ton und Aufbau der klassischen Marshall-Verstärkern, daher der Name und die goldene Farbgebung. Das 2023 vorgestellte Redesign passte nicht nur die Ausgangsleistung der Verstärker den anderen Serien an, sondern überarbeitet auch den Klang-Möglichkeiten und den FX-Loop. Kanal 1 bleibt weiterhin am Plexi orientiert, Kanal 2 an einem Hot-rodded JCM 800.
- Sheriff 25 (seit 2023) - Topteil in Lunchbox-Bauweise mit 25 Watt und zwei EL86 in der Endstufe
- VS100 Super Sheriff (seit 2023) - Topteil in kleinem Gehäuse (Breite 48,5 cm) mit 100 Watt und vier EL34 in der Endstufe
- VS100 Super Sheriff Widebody (seit 2023) - Topteil in großem Gehäuse (Breite 68,4 cm) mit 100 Watt und vier EL34 in der Endstufe
- V4 The Sheriff Preamp (seit 2018) - Der Sheriff-Vorverstärker verfügt über die beiden Kanäle und einen dreistufigen Bright-Schalter.
- V4 The Sheriff Guitar Amp (seit 2022) - Die V4 Version des Sheriff mit 180-Watt-Endstufe (Class D) und Impulse Responses nach Vorbild des V4 The Kraken Guitar Amp.

#### Artist Series (Signaturmodelle)
- RK50 Ritchie Kotzen Signature
- RK50 Ritchie Kotzen Combo
- RK100 Signature Custom Limited Edition
- BD1 (Black Dwarf – Rob Chapman Signature)
- RD1 (Red Dwarf – Rob Chapman Signature)

- DP40 (Danish Pete Signature) – siehe The Duchess.

## Sonstige Produkte
Passend zu den Topteilen stellt Victory auch Gitarrenboxen im Format 1 x 12", 2 x 12" und 4 x 12" her. Die meisten sind mit Lautsprechern der Firma Celestion bestückt, häufig mit den Modellen Vintage 30 und Creamback. Zusätzlich werden virtuelle Boxen auf der Basis von Impulsantworten angeboten.